# Исмене
Ismene (лат.) — небольшой род растений семейства Амариллисовые (Amaryllidaceae). В диком виде представители рода произрастают в Перу и Эквадоре, как декоративное растение широко культивируется по всему миру благодаря крупным красивым цветкам.
В русскоязычной литературе и интернет-источниках повсеместно используется транскрипция названия исмене (реже — исмена), однако в авторитетных ботанических источниках оно не встречается.

## Ботаническое описание
Многолетние луковичные травянистые растения.
Луковицы яйцевидной или шаровидной формы, зачастую с выраженным псевдостеблем, сформированным нижней частью плотно прилегающих друг к другу листьев.
Листьев 2—16, сидячие, редко с черешками.
Соцветие — зонтик с 1—16 цветками. Цветки обычно сидячие, прямые или слегка отклоненные, с 2-3 прицветниками. Венчик крупный, звездообразный. Лепестки сросшиеся у основания в длинную или короткую трубку окружают выраженную тычиночную коронку.
Плод зелёный, трехкамерный, крупный. Семена крупные, зеленые, мясистые.

## Хозяйственное значение и использование
Многие виды исмене являются популярными декоративными растениями и выращиваются как в горшечной культуре, так и в открытом грунте.
В цветоводстве широко распространены видовые исмене
- Исмене аманкайская (Ismene amancaes) с ярко-желтой окраской лепестков и коронки с зелеными полосами внутри;
- Исмене Хокса (Ismene hawkesii) с бело-кремовыми лепестками и коронкой с зелёным зевом и полосами с внутренней стороны, цветет обычно раньше полного формирования листьев;
- Исмене длиннолепестковая (Ismene longipetala) с очень узкими, практически нитевидными лепестками и узкой вытянутой коронкой

а также многочисленные межвидовые гибриды, в том числе с участием близкородственных видов гименокаллиса
- Исмене «Эдванс» (Ismene 'Advance') — гибрид, полученный от обратного скрещивания гибридной исмене «Фесталис» с исмене нарциссоцветковой
- Исмене «Эксельсиор» (Ismene 'Excelsior') — гибрид от скрещивания гименокаллиса трехзубчатого с исмене нарциссоцветковой
- Исмене «Фесталис» (Ismene 'Festalis', также Ismene × festalis) — гибрид от скрещивания исмене длиннолепестковой с исмене нарциссоцветковой, один из самых популярных сортов в культуре
- Исмене «Дафне» или «Дафна» (Ismene 'Daphne', также Ismene × macrostephana или Hymenocallis × macrostephana) — гибрид от скрещивания гименокаллиса прекрасного с исмене нарциссоцветковой
- Исмене «Сульфур Квин» (Ismene 'Sulphur Queen') — гибрид от скрещивания исмене нарциссоцветковой с исмене аманкайской.

## Классификация
Несмотря на то, что род в качестве самостоятельного был описан ещё в 1821 году, долгое время существовала таксономическая неопределенность и виды часто включались в состав рода Гименокаллис. Группой ботаников в 1990 и затем в 2002 годах на основании результатов филогенетических исследований было подтверждено, что исмене является сестринской кладой в отношении гименокаллиса, а не входит в него.
В отличие от гименокаллисов исмене формируют выраженный псевдостебель из нижней части листьев (никогда не встречается у гименокаллисов), цветки направлены горизонтально или поникающие (у гименокаллисов — вверхсмотрящие), тычиночная коронка обычно с зелеными полосками в месте крепления тычиночных нитей (у гименокаллисов — без полос).

### Таксономия
- Ismene  Salisb. ex Herb., 1821, Appendix : 45

Род Исмене включается в семейство Амариллисовые (Amaryllidaceae) порядка Спаржецветные (Asparagales), последовательно входящего в более крупные клады Монокоты → Цветковые растения. Таксономическая схема в соответствии с Системой APG IV по состоянию на июнь 2024 года:
|  |                          |  |                                   |                                   |                         |  | еще 13 семейств |            |            |                                                           |
|  |                          |  |                                   |                                   |                         |  |                 |            |            | 11 подтвержденных видов и 2 вида, ожидающих подтверждения |
|  |                          |  |                                   | порядок Спаржецветные             |                         |  |                 |            | род Исмене |                                                           |
|  |                          |  |                                   | порядок Спаржецветные             |                         |  |                 |            | род Исмене |                                                           |
|  | клада Цветковые растения |  |                                   |                                   | семейство Амариллисовые |  |                 |            |            |                                                           |
|  | клада Цветковые растения |  |                                   |                                   |                         |  |                 |            |            |                                                           |
|  |                          |  | ещё 63 порядка цветковых растений | ещё 63 порядка цветковых растений |                         |  |                 | еще 81 род | еще 81 род |                                                           |
|  |                          |  |                                   | ещё 63 порядка цветковых растений |                         |  |                 |            | еще 81 род |                                                           |

### Виды
- Ismene × deflexa Herb.
- Ismene amancaes Herb.
- Ismene hawkesii (Vargas) Gereau & Meerow
- Ismene longipetala (Lindl.) Meerow
- Ismene morrisonii (Vargas) Gereau & Meerow
- Ismene narcissiflora M.Roem.
- Ismene nutans Herb.
- Ismene pedunculata Herb.
- Ismene ringens (Ruiz & Pav.) Gereau & Meerow
- Ismene sublimis (Herb.) Gereau & Meerow
- Ismene vargasii (Velarde) Gereau & Meerow

### Синонимы
- Liriope Herb.
- Pseudostenomesson Velarde